# Северо-Фризские острова
Се́веро-Фри́зские острова́ (нем. Nordfriesische Inseln, дат. Nordfrisiske Øer, с.-фриз. Nuurdfresk eilunen) — группа прибрежных островов в Северном море, которую отделяет от материка Ваттовое море. Острова расположены вдоль побережья федеральной земли Шлезвиг-Гольштейн (Германия). Немецкие острова являются частью исторического региона Северная Фрисландия, а также частью национального парка Шлезвиг-Гольштейнские ватты.
- Основные острова
  - Зильт (Sylt) — 99,14 км²
  - Амрум (Amrum) — 20,46 км²
  - Фёр (Föhr) — 82,82 км²
  - Пелльворм (Pellworm) — 37,44 км²

- Маленькие острова
  - Оланд (Oland) — 2,01 км²
  - Лангенес (Langeneß) — 11,57 км²
  - Грёде (Gröde) — 2,52 км²
  - Хабель (Habel) — 0,074 км²
  - Хамбургер-Халлиг (Hamburger Hallig) — 1,1 км²
  - Хоге (Hooge) — 5,78 км²
  - Нордштрандишмор (Nordstrandischmoor) — 1,9 км²
  - Нордерог (Norderoog) — 0,09 км²
  - Зюдерог (Süderoog) — 0,62 км²
  - Зюдфалль (Südfall) — 0,56 км²

Датские острова Ваттового моря к юго-западу от Ютландии также относят к Северо-Фризским островам, однако фризы на них никогда не проживали.
- Основные острова:
  - Фанё (Fanø) — 55,78 км²
  - Рёмё (Rømø) — 128,86 км²

- Маленькие острова:
  - Маннё (Mandø) — 7,63 км²
  - Лангли (Langli) — 0,8 км²

Иногда к Северо-Фризским островам относят Гельголанд.